# Los Rosales, Chiapas
Los Rosales är en ort i Mexiko.   Den ligger i kommunen Tuzantán och delstaten Chiapas, i den sydöstra delen av landet, 900 km sydost om huvudstaden Mexico City. Los Rosales ligger 76 meter över havet och antalet invånare är 184.
Terrängen runt Los Rosales är varierad. Runt Los Rosales är det ganska tätbefolkat, med 108 invånare per kvadratkilometer. Närmaste större samhälle är Huixtla, 1,7 km väster om Los Rosales. Omgivningarna runt Los Rosales är en mosaik av jordbruksmark och naturlig växtlighet.